# Тройня (село)
Тройня — село в Бобровском районе Воронежской области России.
Административный центр Тройнянского сельского поселения.

## Население
| 1859 | 1897  | 2000 | 2005 | 2010 | 2012 | 2013 | 2014 | 2015 |
| ---- | ----- | ---- | ---- | ---- | ---- | ---- | ---- | ---- |
| 639  | ↗1204 | ↘460 | ↘414 | ↘301 | →301 | ↗312 | ↗314 | ↗328 |
| 2016 | 2017  | 2018 | 2019 | 2020 | 2021 |      |      |      |
| ↗344 | ↗349  | ↗359 | ↘352 | ↘349 | ↗350 |      |      |      |

## География
Улицы
- ул. Гагарина,
- ул. Молодёжная,
- ул. Советская.

## История
По некоторым данным, первыми поселенцами села Тройни были крепостные графини Орловой-Чесменской, выселенные из села Гнилуши, которое размещалось по оврагу в районе теперешнего Хреновского туберкулезного санатория. Графиня была хозяйкой Хреновского конного завода с 1808 по 1845 годы. Следовательно, Тройня появилась в начале XIX столетия.
Возможно, предки теперешних жителей села Тройни строили, вместе с другими рабочими, в 1810—1818 годах Хреновской конный завод, а потом, около 1820 года, за ненадобностью были выселены в Орловку и Тройню (сведения из музея Хреновского конного завода).
Они стали жить на новом месте — ставили избы, устраивали дворы. Сначала дворы были редки, потом их становилось всё больше и больше. Деревянные избы с подслеповатыми окошками были похожи одна на другую. Природа вокруг была бедная, как село. Равнина с прудом, который высыхал в начале лета, чахлые ивы вдоль берегов, а кругом поля.
Перед революцией 1905 года тяжело жилось крестьянам Тройни — земли было мало, давалась она только на мужские души, на девочек земельных наделов не полагалось. В урожайные годы крестьянин получал ровно столько хлеба, чтобы семья не умерла с голоду и чтобы кое-что осталось на семена. Обычно, ржаного хлеба хватало от новины до Рождества. О пшеничном хлебе и думать не думали в семье бедняка.